# Botanica

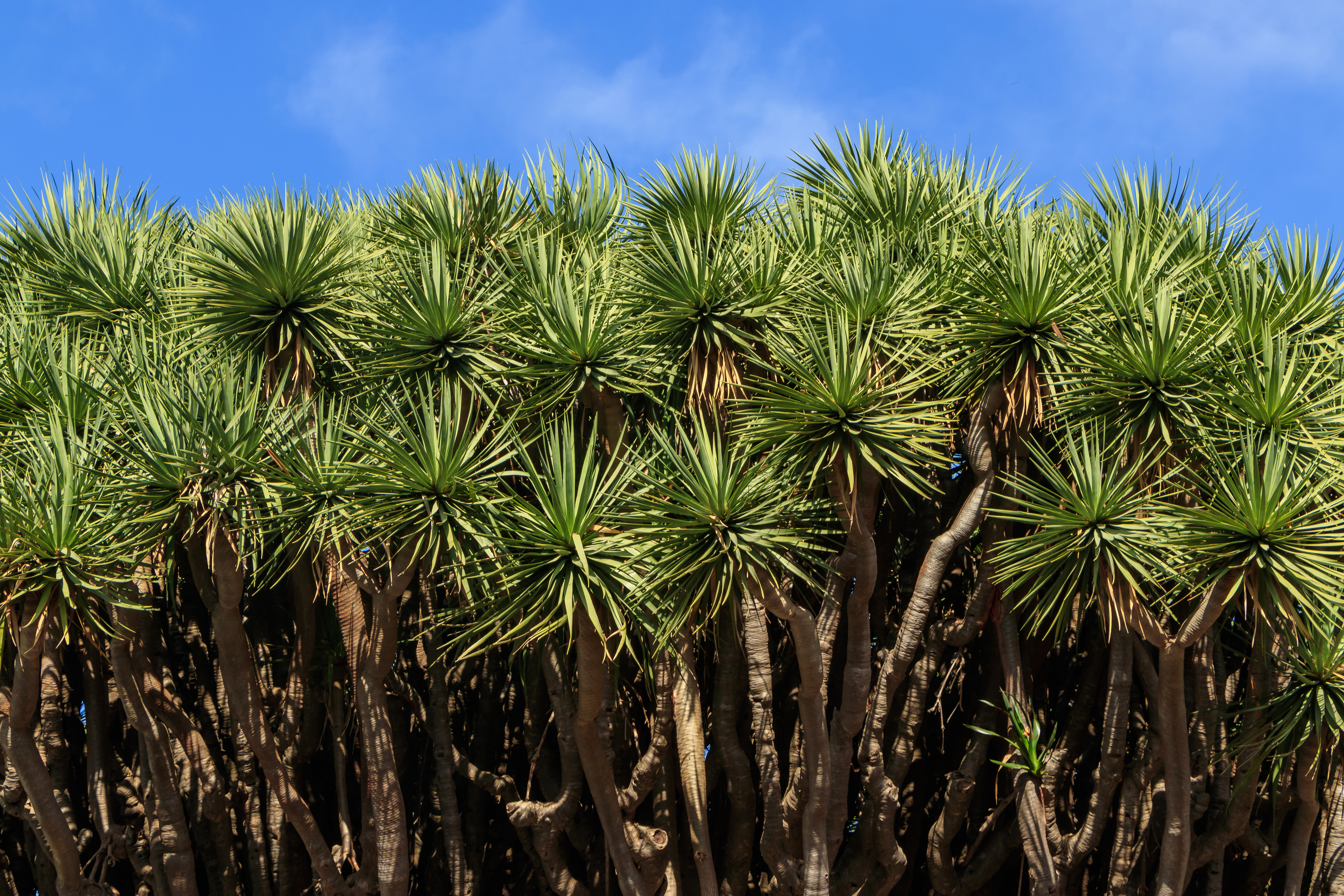
Le piante sono i più comuni organismi studiati dai botanici

La botanica (dal greco: βοτάνη (botanē), "erba"), chiamata anche fitologia, è la branca della biologia che studia le forme di vita del mondo vegetale (la flora), specie in rapporto alla loro citologia, istologia, anatomia, fisiologia, classificazione, utilità ed ecologia. Gli organismi più complessi studiati dalla botanica costituiscono il regno delle Piante (o Plantae).
In passato tutto ciò che non si considerava animale veniva considerato "pianta", "vegetale". Attualmente, solo gli organismi pluricellulari autotrofi vengono considerati parte del regno Plantae: gli altri sono assegnati ai regni Monere, Protisti o Funghi.
La botanica moderna è una materia ampia e multidisciplinare con contributi e approfondimenti dalla maggior parte delle altre aree della scienza e della tecnologia. I temi di ricerca includono lo studio della struttura vegetale, della crescita e della differenziazione, della riproduzione, della fisiologia e del metabolismo primario, dei prodotti chimici, dello sviluppo, delle malattie, delle relazioni evolutive, della sistematica e della tassonomia delle piante.

## Storia

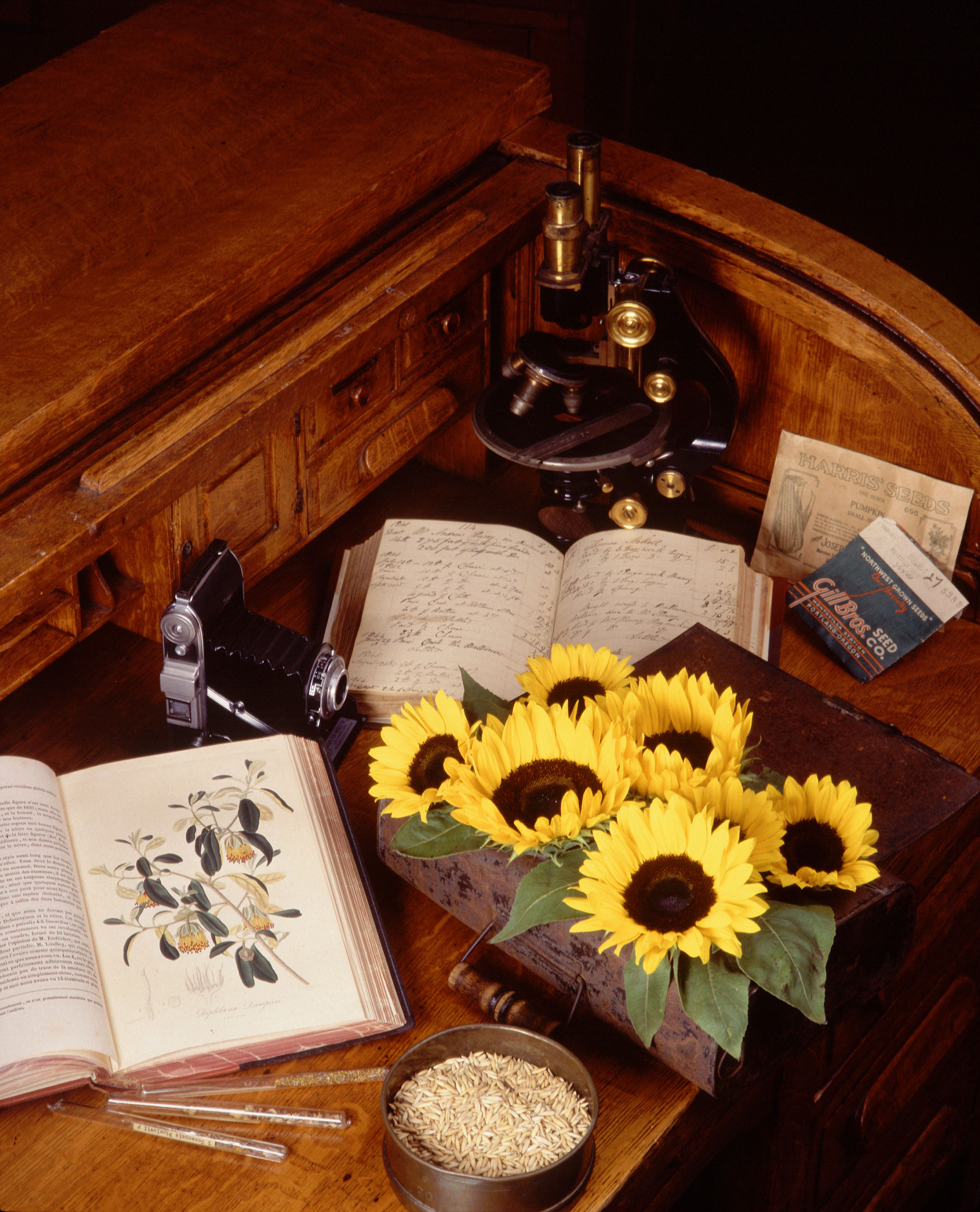
Strumenti storicamente impiegati dai botanici

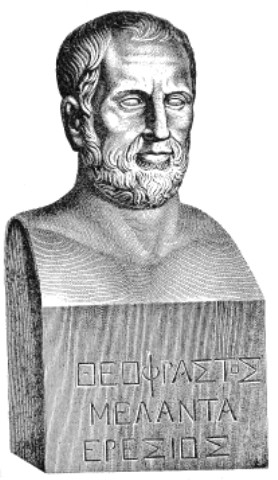
Teofrasto, il padre della botanica.

Il primo studioso conosciuto del mondo vegetale fu Teofrasto (371 a.C. – 286 a.C.), il padre della botanica  noto autore della Historia plantarum, che descrisse oltre cinquecento piante ed il loro uso medicinale.
In seguito Dioscoride (De materia medica) e Plinio il Vecchio (I secolo d.C.) scrissero opere fondamentali per la conoscenza del regno vegetale.
In particolare il secondo nella sua Naturalis Historia, enciclopedia scientifica in 37 libri, ricostruiva una summa delle conoscenze dell'epoca, attraverso la rilettura di oltre 2000 opere. Una parte cospicua della sua ricerca (libri 12-19) era specificamente dedicata alle piante ed alle loro qualità officinali.
La Naturalis Historia ha costituito il compendio di riferimento della botanica, e non solo, fino all'epoca rinascimentale.
Nella seconda metà del XVI secolo la botanica si affrancò definitivamente dalle altre scienze, spesso occulte, con la nascita dei primi orti botanici e delle prime raccolte sistematiche di piante essiccate.
In questo periodo si rivelarono importanti le ricerche di Otto Brunfels (1488-1534), Hieronymus Bock (1498-1554) e Conrad Gessner (1516-1565). Quest'ultimo comprese che i caratteri differenziali principali per la classificazione delle piante si rilevano nei frutti e nei fiori. Negli anni successivi, il francese Charles de l'Ecluse (1526-1609), noto anche come Carolus Clusius, delineò i principi generali necessari per stabilire il concetto di specie. Tra gli italiani, si misero in evidenza in questo periodo, Bartolomeo Maranta (1500-1571), dal suo cognome deriva la denominazione dell'omonima pianta, Luca Ghini (1500-1556) e Andrea Cesalpino (1519-1603), noto per essere stato uno dei fondatori della sistematica del mondo vegetale.

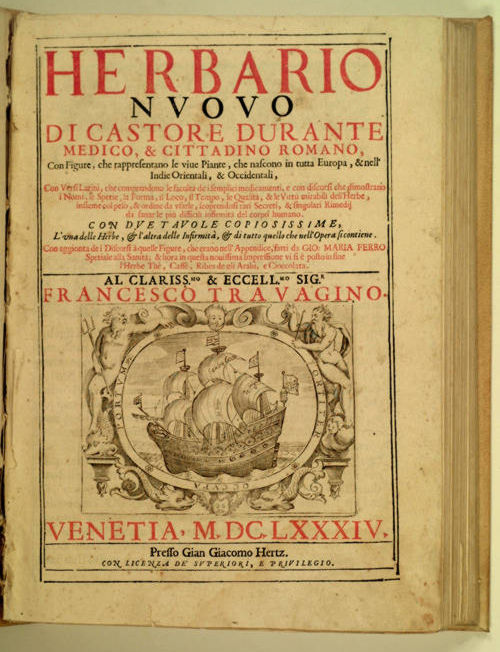
Erbario del 1684

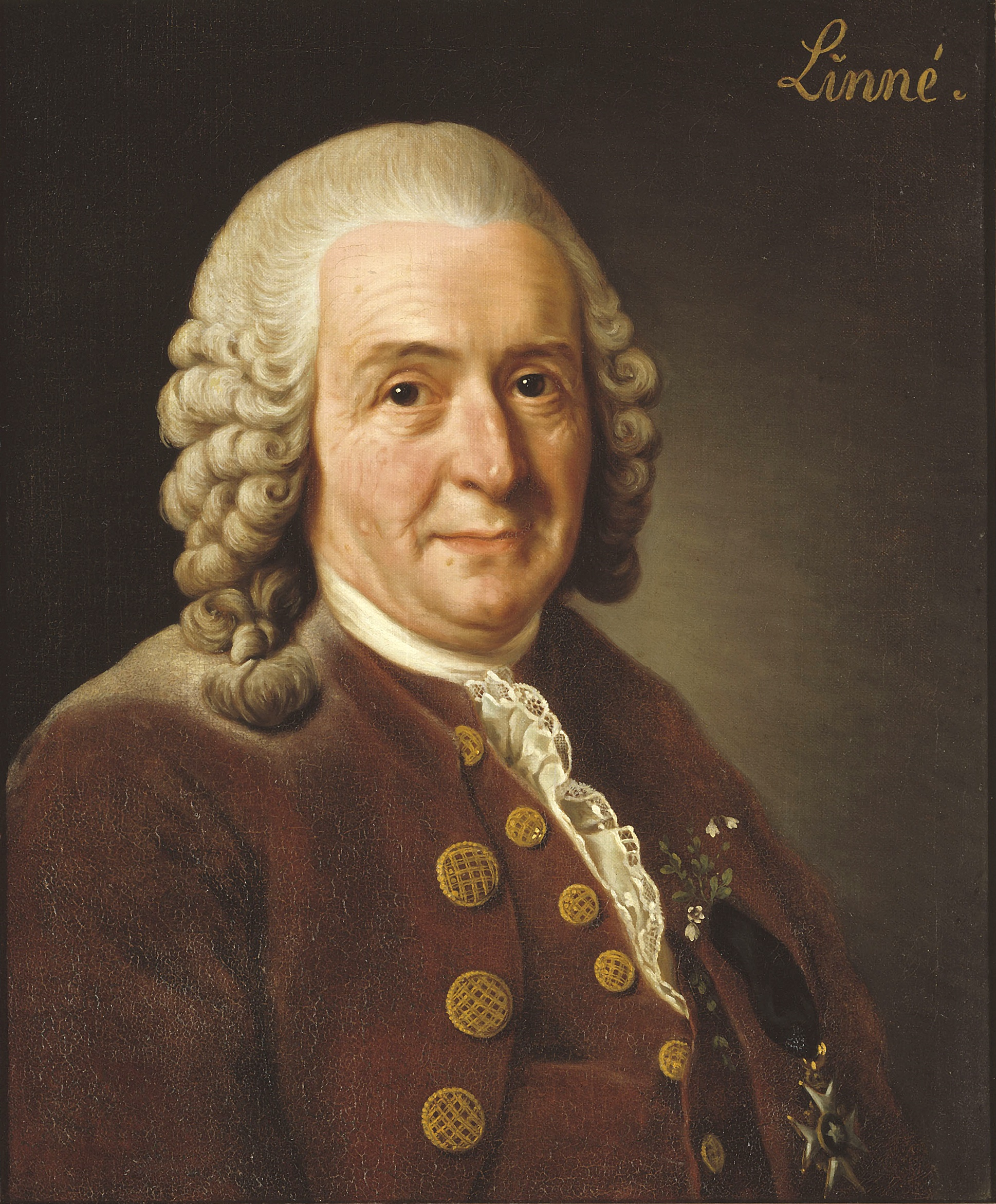
Linneo, ritratto del 1775.

Fra fine Seicento e prima metà dell'Ottocento diverse spedizioni esplorative videro la partecipazione di giovani scienziati che tornando nel vecchio continente pubblicarono libri che divennero dei veri best seller. Le osservazioni naturalistiche, l'alto numero di nuove specie schedate e portate in Europa, come ad esempio le palme del Cile, gli eucalipti e i Ficus macrophylla d'Australia, le araucarie dal sud America, o le più celebri sequoie dalla California, fecero aumentare l'interesse per la botanica. Fra questi viaggiatori scienziati che poi diverranno anche parte attiva nella crescita e nella diffusione degli orti e dei parchi botanici, si annoverano personalità quali Jean Robin (1550-1629), Engelbert Kaempfer (1651-1716), Louis Antoine de Bougainville (1729-1811), Georg Forster (1754-1794), André Michaux (1746-1802), Alexander von Humboldt (1769-1859), Guglielmo Gasparrini (1803-1866) fino al celebre Charles Darwin (1809-1882) che segnalò diverse specie di piante e fiori nel suo Viaggio di un naturalista intorno al mondo.
Nel Settecento con la fondamentale figura del botanico svedese Carl von Linné (Råshult 1707 – Uppsala 1778), più comunemente conosciuto come Carlo Linneo, si venne sviluppando una vera e propria ricerca scientifica sul mondo vegetale, con particolare riguardo alla classificazione delle piante.
Nel 1735 con l'opera Systema naturae, Linneo espone per la prima volta i suoi criteri di classificazione tassonomica binomiale dei regni animale, vegetale e minerale.
Tuttavia, l'opera che influenzò maggiormente i botanici fu la Philosophia botanica, pubblicata nel 1751. In essa Linneo affermava che le specie vegetali, facendo parte del progetto divino del creato, erano classificabili secondo un sistema immutabile fondato sulle loro caratteristiche: era, quindi, possibile ricostruire le relazioni interne e le differenze fra varietà, specie, generi, ordini e classi. Partendo da questa regola tassonomica, Linneo introdusse il sistema di nomenclatura binomiale, secondo la quale ciascun essere vivente poteva essere identificato e descritto conoscendone soltanto il genere e la specie, mentre prima si doveva ricorrere a perifrasi impossibili da ricordare. Tale sistema classificatorio, riveduto ed aggiornato, costituisce ancora oggi il fondamento della classificazione del regno vegetale (e non solo). Successivamente altri studiosi introdussero nuovi generi e specie e dovendoli diversificare da quelli stabiliti da Linneo, si decise di aggiungere al binomio latino anche l'abbreviazione del cognome del naturalista coniatore; per Linneo la sola lettera elle maiuscola: L.
Altro importante botanico del XVIII secolo è Georges-Louis Leclerc de Buffon che pubblicò dal 1746 al 1762 una poderosa Histoire naturelle. Buffon non condivideva la classificazione di Linneo perché la trovava troppo schematica e pensava che non desse ragione delle specie intermedie rispetto alle principali e più note. Ciò dipende dal fatto che egli aveva anticipato in qualche maniera idee evoluzioniste e alcuni studiosi vedono in lui un vero pre-evoluzionista.
Nel 1785 Stephane Thibaud, un accademico di Montpellier, arguisce la similitudine tra le funzioni biologiche delle piante e quelle dell'uomo e congettura le loro capacità sensoriali nel suo trattato Disquisitio Utrum in Plantis existat principium vitale principio vitali in animalibus analogum.
A diffondere in Italia il sistema di Linneo provvide il forlivese Cesare Majoli, che raccolse anche un'enorme mole di dati e disegni del mondo vegetale, ed è considerato uno dei più illustri botanici del XVIII secolo, tanto che si è parlato, a suo riguardo, di "prestigio raggiunto a livello mondiale".

## Branche
Generali:
- Anatomia vegetale, studio dell'anatomia delle piante
- Fisiologia vegetale, studio della fisiologia delle piante
- Embriologia vegetale, studio degli embrioni di pianta (dall'impollinazione al seme)
- Paleobotanica, studio dei fossili di piante
- Palinologia, studio dei fossili di pollini e spore
- Sistematica vegetale, organizzazione e categorizzazione del regno vegetale e dei funghi
- Carpologia, studio di semi e frutti
- Dendrologia, studio delle piante legnose
- Fitogeografia, studio della distribuzione delle piante nel territorio
- Fitosociologia, studio di come le specie vegetali si uniscono per formare comunità
- Astrobotanica, studio delle piante in ambienti spaziali

Per gruppi sistematici:
- Algologia, studio delle alghe
- Briologia, studio delle briofite
- Micologia, studio dei fungi
- Lichenologia, studio dei licheni

Miste:
- Ecologia vegetale, studio dell'ecologia delle piante (molto connessa alla Fitosociologia)
- Botanica economica, studio dell'utilizzo commerciale delle piante
- Botanica marina, studio delle piante marine
- Agronomia, studio delle tecniche impiegate per rendere più efficiente l'agricoltura
- Etnobotanica, studio dell'uso delle piante presso le società umane
- Fitochimica, studio della struttura chimica e dell'attività biologica dei principi attivi delle piante
- Patologia vegetale, studio delle malattie delle piante

Pseudoscienze:
- Criptobotanica, studio di piante di cui s'ipotizza l'esistenza
- Neurobiologia vegetale, studio dei calcoli e delle rielaborazioni delle piante superiori a determinati stimoli (pseudoscienza)